# Britton (Dakota du Sud)
Pour les articles homonymes, voir Britton.
La ville de Britton est le siège du comté de Marshall, dans le Dakota du Sud, aux États-Unis. Sa population s’élevait à 1 241 habitants lors du recensement de 2010, estimée à 1 250 habitants en 2016.

## Géographie
Selon le Bureau du recensement des États-Unis, la municipalité de Britton s'étend sur 0,73 mille carré (1,89 km2).

## Histoire
La ville est fondée en 1881 par la Dakota and Great Southern Railroad. Elle doit son nom à un dirigeant de cette société, Isaac Britton.

## Démographie
| 1890 | 1900 | 1910 | 1920  | 1930  | 1940  |
| ---- | ---- | ---- | ----- | ----- | ----- |
| 514  | 519  | 901  | 1 105 | 1 312 | 1 500 |

| 1950  | 1960  | 1970  | 1980  | 1990  | 2000  |
| ----- | ----- | ----- | ----- | ----- | ----- |
| 1 430 | 1 442 | 1 495 | 1 590 | 1 394 | 1 328 |

| 2010  | - | - | - | - | - |
| ----- | - | - | - | - | - |
| 1 241 | - | - | - | - | - |

## Presse
Le journal local est l’hebdomadaire Britton Journal.